# Tomba di Ciro
La tomba di Ciro il Grande è il monumento più noto di Pasargade. Il sovrano venne sepolto qui dopo la sua morte, avvenuta nell'estate del 530 a.C. Secondo diverse fonti letterarie, circa due secoli dopo Alessandro Magno ordinò un restauro della struttura: gli archeologi, tuttavia, non hanno trovato tracce di questo restauro.

## Descrizione

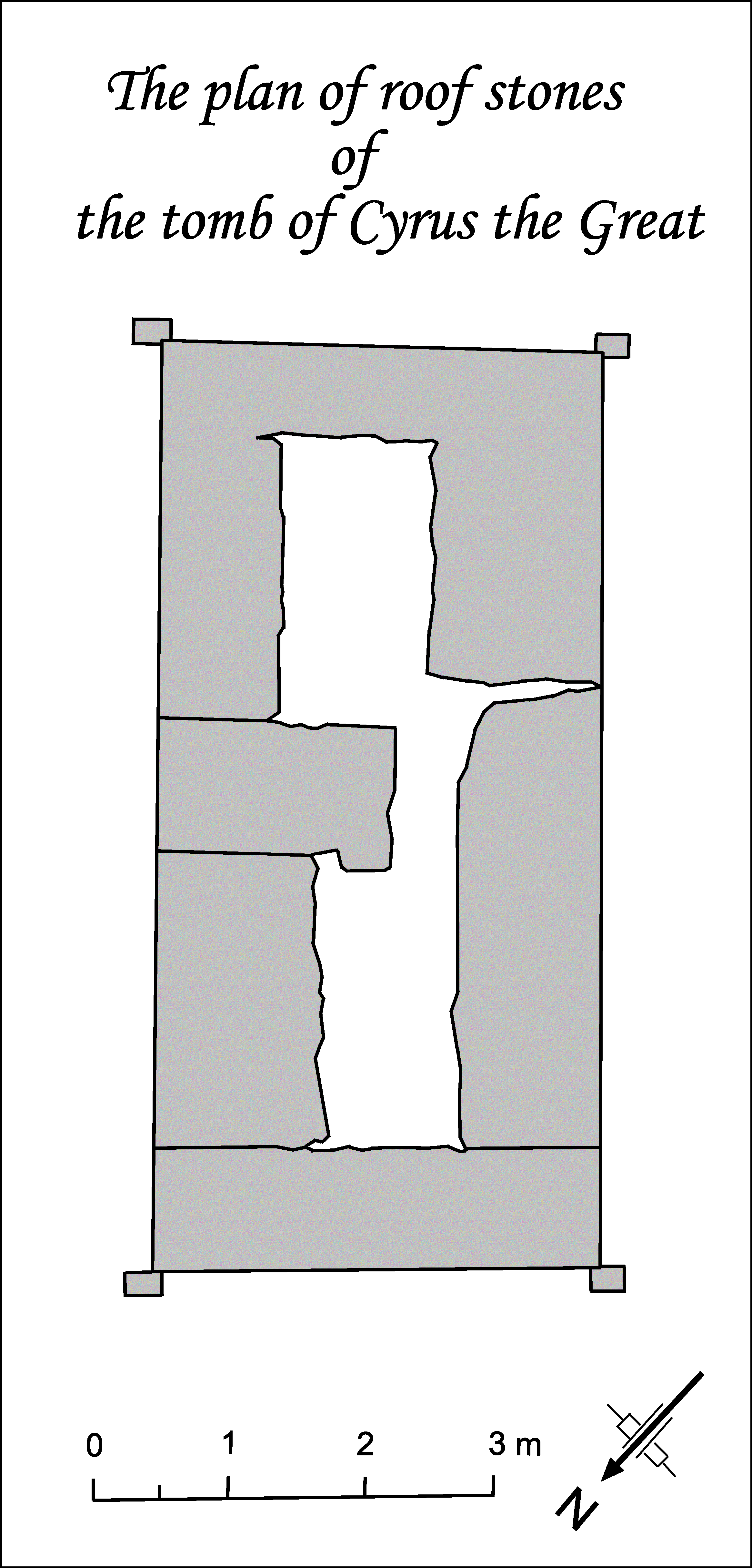
Pianta della tomba

Il monumento misura circa 13,75 x 12,25 metri e ha un'altezza di 11 metri. La parte inferiore di esso è una piattaforma, alta 5 metri, la cui forma ricorda uno ziqqurat mesopotamico. Altri studiosi vedono parallelismi con i monumenti presenti a Urartu, che Ciro aveva conquistato nel 547. È anche possibile che l'architetto si sia ispirato a strutture viste in Licia e Frigia, regioni conquistate da Ciro dopo il 547, con la sconfitta di Creso.
La parte superiore del monumento è divisa in due camere: una è la tomba reale, a pianta quadrata; l'altra è un attico. La funzione di questa seconda stanza è sconosciuta. Sono visibili dischi raggiati scolpiti, del diametro di 50 cm circa, sul timpano sovrastante la porta.
La camera interna è larga 2 metri, alta 2 metri e lunga 3 metri. In passato conteneva un sarcofago d'oro, le armi del sovrano, i suoi gioielli e un mantello. Quest'ultimo indumento svolgeva un'importante funzione nei rituali persiani (v. Plutarco di Cheronea, Vita di Artaserse).
In passato la tomba era circondata da un portico. Esso era già crollato prima delle ricerche archeologiche, e molte sue pietre erano state riutilizzate per realizzare una recinzione nei pressi della tomba. Ciò che era rimasto del portico venne rimosso in seguito per creare un campo di atterraggio per elicotteri, costruito in occasione delle festività organizzate da Mohammad Reza Pahlavi per celebrare nel 1971 i 2.500 anni della monarchia in Persia. Il portico in realtà era un'aggiunta risalente al primo quarto del XIII secolo. 
Come altre strutture pre-islamiche, la tomba venne ribattezzata con un nome che la collegava a re Salomone: Qabr-e Madar-e Solaiman, ovvero la "moschea della madre di Salomone".
Nel 1934 Robert Byron visitò il monumento e ne lasciò una breve descrizione: